# Juan Ernesto Méndez

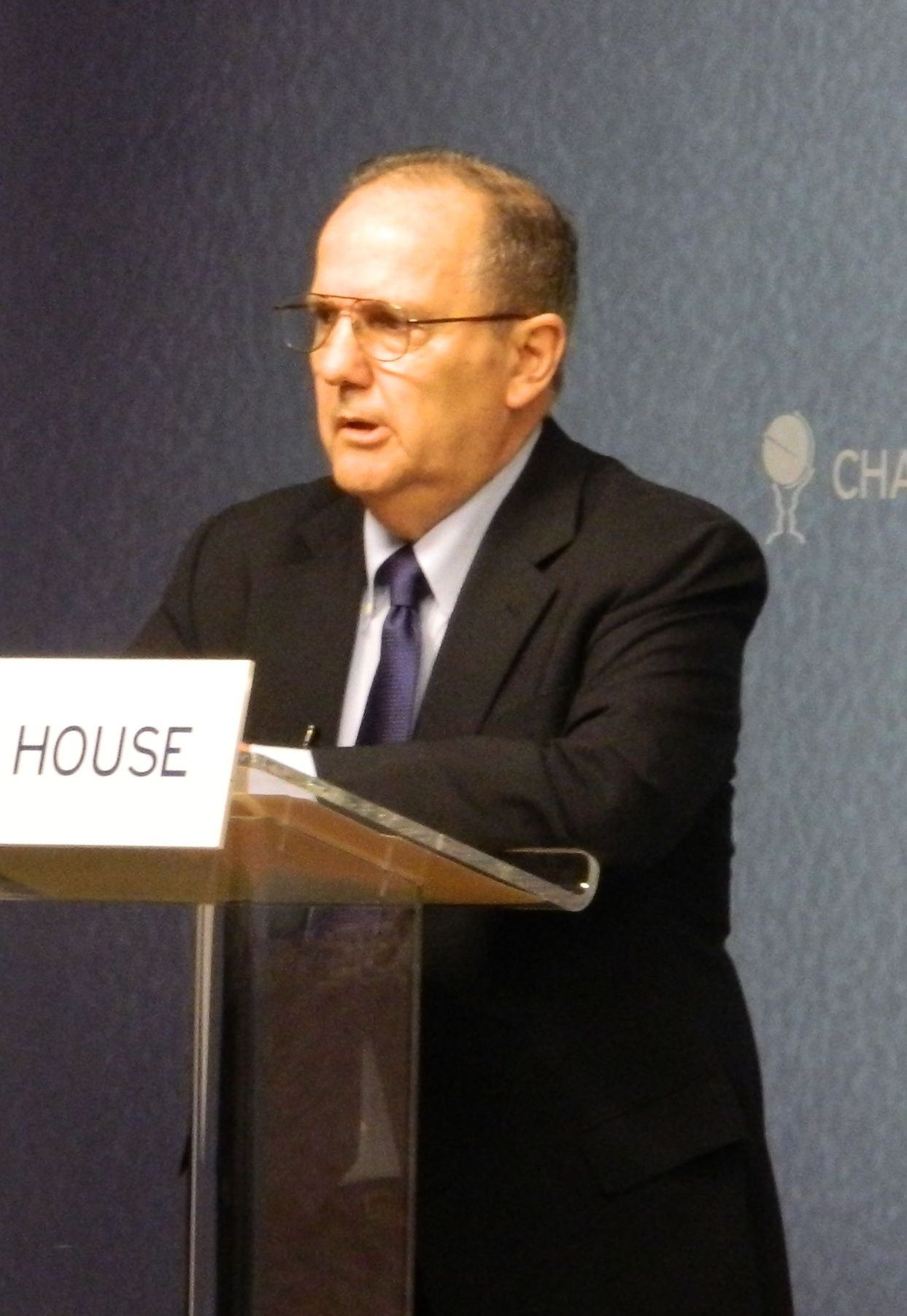
Juan Ernesto Méndez im Chatham House (2012)

Juan Ernesto Méndez (Juan E. Méndez) (* 11. Dezember 1944 in Lomas de Zamora) ist ein argentinischer Rechtswissenschaftler, der sich für Menschenrechte, gegen Folter und Völkermord engagiert.

## Leben
Juan E. Méndez schloss 1970 an der katholischen Stella-Maris-Universität in Mar del Plata ein Studium der Rechtswissenschaft ab und studierte dort bis 1971 Politikwissenschaft an der damaligen Provinzuniversität. Er arbeitete in den folgenden Jahren als Anwalt für Arbeitsrecht und politische Gefangene in Argentinien. Während der Militärdiktatur war Juan Méndez dieser Tätigkeit wegen von August 1975 bis Februar 1977 Gefangener des Regimes und wurde gefoltert. 1976 setzte sich Amnesty International für ihn ein und erklärte ihn zum prisoner of conscience, ein von Peter Benenson 1961 geprägter Begriff für gewaltlos agierende politische Gefangene.
Nach seiner Freilassung ließ sich Méndez mit seiner Familie Ende der 1970er Jahre in den Vereinigten Staaten nieder. Er setzte seine Studien in Washington fort und arbeitete in den folgenden fünfzehn Jahren für Human Rights Watch, zuletzt in führender Position. Von 1996 bis 1999 war er für das Inter-American Institute of Human Rights in Costa Rica tätig. In den folgenden Jahren bis 2004 lehrte er Recht an der University of Notre Dame in Indiana und leitete deren Zentrum für Menschen- und Bürgerrechte. Von 2000 bis 2003 arbeitete Méndez für die Interamerikanische Kommission für Menschenrechte und war 2002 deren Präsident.
Méndez lehrte am Georgetown University Law Center und der School of Advanced International Studies in Washington, D.C., der Universität von Oxford und der Academy on Human Rights an der Washingtoner American University. 2007 erhielt er einen Ehrendoktortitel von der Université du Québec à Montréal.
Von 2004 bis 2007 war Méndez Sonderberater (Special Advisor) für die Verhinderung des Völkermordes bei den Vereinten Nationen. Von November 2010 bis Oktober 2016 war er UN-Sonderberichterstatter über Folter (Special Rapporteur) und damit der Nachfolger von Manfred Nowak.
Juan Méndez ist verheiratet und hat drei Kinder.

## Äußerungen zur Thematik der Menschenrechte
Obwohl in den Vereinigten Staaten ansässig, kritisierte Méndez nicht nur die Zustände in anderen Staaten, sondern auch die Politik der USA nach den Anschlägen vom 11. September 2001. Der Krieg gegen den Terror habe zu einer Einstellung geführt, die der Folter permissiver gegenüberstehe. Eine derartige Haltung der mächtigsten Nation der Welt habe einen verheerenden Einfluss auf den Kampf gegen Folter.
Im Oktober 2011 sprach sich Méndez vor dem Dritten Hauptausschuss der Generalversammlung der Vereinten Nationen für ein Verbot beziehungsweise eine weitgehende Begrenzung der Isolationshaft aus. Die unter verschiedenen Bezeichnungen bekannte Haftform könne schwere psychische Folgen verursachen, dürfe bei Minderjährigen und psychisch Kranken nicht angeordnet werden und stünde dem Ziel der Rehabilitation entgegen. Er kündigte weiterhin einen Bericht über den Fall des US-Soldaten Bradley Manning an, der sich über acht Monate in Isolationshaft befand. Méndez war ein unbeaufsichtigter Besuch des Gefangenen verweigert worden. Im März 2012 kritisierte er die Behandlung Mannings als „grausam, unmenschlich und demütigend“.
2013 forderte Méndez alle Staaten dazu auf, bei Patienten mit psychosozialen Behinderungen auf Zwangsbehandlungen in der Psychiatrie zu verzichten, die diesbezüglichen Gesetze zu reformieren und nach Alternativen zu suchen.

## Zitat
In einem Interview der österreichischen Zeitung Der Standard äußerte sich Méndez zu seinem Amtsantritt im November 2010 über die Beziehung zwischen seiner eigenen Erfahrung und seiner Arbeit:

„Jede einzelne Foltererfahrung bringt die Erinnerung zurück, was mir angetan wurde. Aber auch in positiver Hinsicht: Ich habe gesehen, was Familie, Freunde, Anwälte, staatliche Institutionen tun können, um Menschen vor Folter zu schützen. Ich glaube nicht, dass die Erfahrung mich entschlossener macht als jene, die keine Folter erlitten haben und sich engagieren. Aber es macht es zu einer persönlichen Sache. Unsere Kinder und Enkel haben das Recht, in einer Welt ohne Folter zu leben.“

## Auszeichnungen
- Monsignor Oscar A. Romero Award for Leadership in Service to Human Rights der Universität Dayton, 2000[15]
- Jeanne & Joseph Sullivan Award der Heartland Alliance for Human Needs & Human Rights, 2003[16]
- Skoll Award der Skoll Foundation für die Arbeit im International Center for Transitional Justice, einer NGO, deren Präsident er war; zusammen mit Paul van Zyl, 2009[17]
- Goler-T.-Butcher-Medaille der Amerikanischen Gesellschaft für internationales Recht für „Exzellenz im Bereich der Menschenrechte“, 2010

## Schriften (Auswahl)
- Vorwort (englisch), in: William F. Schulz: The phenomenon of torture: readings and commentary, S. xiii ff. University of Pennsylvania Press, Philadelphia, Pennsylvania 2007, ISBN 978-0-8122-1982-1 (eingeschränkte Vorschau in der Google-Buchsuche).
- An Emerging ‘Right to Truth:’ Latin-American Contributions, in: Legal Institutions and Collective Memories (Suzanne Karstedt, Hart Publishing 2009).
- Preface: Genocide in Guatemala, in: Quiet Genocide: Guatemala 1981-83 (Etelle Higonnet, Transaction 2009).
- Individual Accountability for Human Rights Violations, in: Global Standards, Local Action: 15 Years Vienna World Conference on Human Rights (Wolfgang Benedek et al., Intersentia 2009).
- Prevention of Genocide and Its Challenges, in: Standing for Change in Peacekeeping Operations: Project for a UN Emergency Peace Service (Kavitha Suthanthiraraj and Manah Quinn, Global Action to Prevent War 2009). online: (PDF; 3,0 MB)
- Juan E. Mendez, Ian Martin, Marjory Wentworth: Taking a Stand: The Evolution of Human Rights. Verlag Palgrave Macmillan, New York 2011, ISBN 978-0-230-11233-9 (englisch, Library of Congress Online Catalog).